# آجارلی
آجارلی (به لاتین: Acarlı) یک منطقهٔ مسکونی در جمهوری آذربایجان است که در شهرستان آغ‌دام واقع شده‌است.